# Marco Rentschler
Marco Rentschler (* 28. Dezember 1994 in Bietigheim-Bissingen) ist ein deutscher Handballspieler, der zuletzt in der Bundesliga bei Frisch Auf Göppingen spielte.

## Karriere
Marco Rentschler spielte in der Jugend bei der SG BBM Bietigheim, mit deren B-Jugendmannschaft er süddeutscher Meister wurde. Ab der Saison 2013/14 gehörte der 1,85 Meter große Rechtsaußen zum Kader der Bietigheimer Männermannschaft, mit der er in der 2. Handball-Bundesliga spielte. Dort erzielte er 88 Tore und stieg mit dem Team 2014 in die erste Liga auf. Im Sommer 2015 wechselte Rentschler zu Frisch Auf Göppingen. Dort riss ihm noch vor Saisonbeginn im Training das Kreuzband. Mit Göppingen gewann er 2016 und 2017 den EHF-Pokal. Nach der Saison 2020/21 verließ er Göppingen. Er kehrte zur SG BBM zurück, wo er in der Reserve spielt und zudem in der 2. Bundesliga aushilft.
Neben dem Handball studiert Rentschler Betriebswirtschaftslehre.